# Jund al-Urdunn

La Syrie (Bilad el-Cham) et ses provinces sous le califat abbasside, au IXe siècle.

Le jund al-Urdunn (en arabe : جُـنْـد الْأُرْدُنّ , « le district militaire de Jordanie ») était l'un des cinq districts du Bilad el-Cham sous les califats arabes. Il a été créé sous les Rashidun et sa capitale est restée Tibériade tout au long du règne des califes omeyyades et abbassides. Il englobait le sud du mont Liban, la Galilée, le sud de Hauran, les hauteurs du Golan et la majeure partie de l'est de la vallée du Jourdain (en particulier dans le nord). 

## Grandes villes
Outre Tibériade, les principales villes comptaient Baysan, Acre, Qadas, Tyr, Pella, Jarash et parfois Naplouse. Sous l'ère fatimide, les plus grandes cités étaient Acre, Tibériade, Baysan, Beit Ras, Jadur, Fiq, Tire, Lajjun, Faradiyya, Kaboul et Saffuriya. Le jund n'incluait ni Amman, ni la partie sud de la Jordanie moderne. Il était bordé au sud par le jund Filastin . 